# Đậu hũ cá chạch
Đậu hũ cá chạch (tiếng Nhật: どじょう豆腐; tiếng Anh: Baby eel tofu; tên gọi khác: Đậu phụ chạch, Đậu hũ địa ngục) là một món ăn của Nhật Bản được chế biến từ đậu hũ và cá chạch.